# Luxemburgische Badmintonmeisterschaft 2025
Die Luxemburgische Badmintonmeisterschaft 2025 fand vom 8. bis zum 9. Februar 2025 in Junglinster statt. 

## Medaillengewinner
| Disziplin    | Gold                        | Silber                     | Bronze                         |
| ------------ | --------------------------- | -------------------------- | ------------------------------ |
| Herreneinzel | Jérôme Pauquet              | William Wang               | Kevin Hargiono                 |
| Herreneinzel | Jérôme Pauquet              | William Wang               | Noah Warning                   |
| Dameneinzel  | Myriam Havé                 | Zoé Du                     | Jill Felten                    |
| Dameneinzel  | Myriam Havé                 | Zoé Du                     | Aude Meyer                     |
| Herrendoppel | Nico Fiorino Jérôme Pauquet | Yves Hoffmann William Wang | Tom Feltes Sami Reinert        |
| Herrendoppel | Nico Fiorino Jérôme Pauquet | Yves Hoffmann William Wang | Ryan Kang Tze Lim Noah Warning |
| Damendoppel  | Tessy Aulner Myriam Havé    | Marie Goedert Aude Meyer   | Zoé Du Jill Felten             |
| Damendoppel  | Tessy Aulner Myriam Havé    | Marie Goedert Aude Meyer   | Ajsela Licina Zoé Sinico       |
| Mixed        | William Wang Myriam Havé    | Tom Feltes Zoé Sinico      | Jérôme Pauquet Zoé Du          |
| Mixed        | William Wang Myriam Havé    | Tom Feltes Zoé Sinico      | Mike Sinico Ajsela Licina      |